# Тортезе
Тортезе́ (фр. Tortezais) — коммуна во Франции, находится в регионе Овернь. Департамент коммуны — Алье. Входит в состав кантона Эриссон. Округ коммуны — Монлюсон.
Код INSEE коммуны — 03285.

## Население
Население коммуны на 2008 год составляло 172 человека.
| 1833 | 1962 | 1968 | 1975 | 1982 | 1990 | 1999 | 2008 |
| ---- | ---- | ---- | ---- | ---- | ---- | ---- | ---- |
| 480  | 210  | 191  | 202  | 149  | 147  | 147  | 172  |

## Экономика
В 2007 году среди 117 человек в трудоспособном возрасте (15—64 лет) 94 были экономически активными, 23 — неактивными (показатель активности — 80,3 %, в 1999 году было 71,2 %). Из 94 активных работали 86 человек (48 мужчин и 38 женщин), безработных было 8 (3 мужчин и 5 женщин). Среди 23 неактивных 8 человек были учащимися или студентами, 7 — пенсионерами, 8 были неактивными по другим причинам.

## Достопримечательности
- Церковь Сен-Ромен (XII век)
- Замок Ла-Брос-Ракен (XV век)
- Замок Ла-Саль
- Место под названием Charme: стела, посвящённая двум партизанам, расстрелянным 14 июля 1944 года, Марселю Фийетону и Франсису Жемине.
- Менгир
- Государственный лес Дрёйе